# Valleys of Neptune
Valleys of Neptune jedanaesti je studijski album američkog glazbenika Jimija Hendrixa, postumno objavljen 9. ožujka 2010. godine od izdavačke kuće Legacy Recordings.

## O albumu
Album sadrži 12 prethodno neobjavljenih studijskih radova, uključujući i naslovnu skladbu koja je najtraženija od svih Hendrixovih komercijalnih snimaka. Producent na materijalu uglavnom je bio Hendrix, a dodatno su za Experience Hendrix, L.L.C. postumno na produkciji radili Janie Hendrix, Eddie Kramer i John McDermott Album je u velikoj mjeri sniman 1969. godine nakon objavljivanja Electric Ladylanda, a na većini pjesama sviraju originalni članovi sastava The Jimi Hendrix Experience: Hendrix (vokal, električna gitara), Noel Redding (bas-gitara) i Mitch Mitchell (bubnjevi).
Prvi singl s albuma "Valleys of Neptune" objavljen je 1. veljače, a nakon njega slijedi "Bleeding Heart" 1. ožujka 2010. godine. Za oba singla snimljeni su spotovi. Valleys of Neptune nakon albuma Nine to the Universe  prvi je Hendrixov studijski materijal objavljen nakon 30 godina.

## Pozadina
Većina pjesama koja se nalazi na albumu Valleys of Neptune snimljena ja početkom 1969., dok je Hendrix radio na njima za svoj četvrti nedovršenih album, nakon uspješnog izdanja Electric Ladyland objavljenog u rujnu 1968. godine. Brojne verzije pjesama službeno su objavljene i na druge različite načine, a većina snimki s ovog izdanja prije je objavljena u raznim oblicima inferiorne kvalitete ili u različitim verzijama.

## Zapažanja
Joe Bosso na stranicama MusicRadar.com, piše kako je Valleys of Neptune najbolji album u 2010. godini. Ludovic Hunter-Tilney u časopisu Financial Times bio je jednako pozitivan s kritikama te albumu dodijelio četiri od mogućih pet zvjezdica. Ann Powers u časopisu Los Angeles Times dodijelila je albumu dvije i pol od mogućih četiri zvjezdica te napisala kako će obožavatelji biti oduševljeni s blues riffovima ali i neobjavljenim materijalom koji će im donijeti mnogo toga nepoznatog.

## Popis pjesama
Sve pjesme napisao je Jimi Hendrix, osim "Bleeding Heart" napisana od Elmorea Jamesa i "Sunshine of Your Love" od Petea Browna, Jacka Brucea i Erica Claptona. 
| 1.    | »Stone Free«                                       |                    | 3:45 |
| 2.    | »Valleys of Neptune«                               |                    | 4:01 |
| 3.    | »Bleeding Heart«                                   | Elmore James cover | 6:20 |
| 4.    | »Hear My Train a Comin'«                           |                    | 7:29 |
| 5.    | »Mr. Bad Luck«                                     |                    | 2:56 |
| 6.    | »Sunshine of Your Love« (instrumental Cream cover) |                    | 6:45 |
| 7.    | »Lover Man«                                        |                    | 4:15 |
| 8.    | »Ships Passing Through the Night«                  |                    | 5:52 |
| 9.    | »Fire«                                             |                    | 3:12 |
| 10.   | »Red House«                                        |                    | 8:20 |
| 11.   | »Lullaby for the Summer« (instrumental)            |                    | 3:48 |
| 12.   | »Crying Blue Rain«                                 |                    | 4:56 |
| 61:40 |                                                    |                    |      |

| Bonus skladbe | Bonus skladbe                 | Bonus skladbe | Bonus skladbe | Bonus skladbe | Bonus skladbe | Bonus skladbe | Bonus skladbe | Bonus skladbe | Bonus skladbe |
| Br.           | Skladba                       | Autor         | Trajanje      |               |               |               |               |               |               |
| ------------- | ----------------------------- | ------------- | ------------- | ------------- | ------------- | ------------- | ------------- | ------------- | ------------- |
| 13.           | »Slow Version« (instrumental) |               | 4:56          |               |               |               |               |               |               |
| 14.           | »Trash Man« (instrumental)    |               | 7:23          |               |               |               |               |               |               |
| 73:59         |                               |               |               |               |               |               |               |               |               |

## Detalji o snimljenom materijalu
Svi detalji o snimljenom materijalu uključeni su u zabilješkama na albumu, osim bonus skladbi koji su navedeni u unutrašnjosti CD omota.
| Br. | Pjesma                            | Datum              | Studio                                       | Detalji               | Izvori            |
| --- | --------------------------------- | ------------------ | -------------------------------------------- | --------------------- | ----------------- |
| 1   | "Stone Free"                      | 7. travnja 1969.   | Record Plant studio, New York City, New York | snimanje masteringa   | [ 7 ] [ 8 ]       |
| 1   | "Stone Free"                      | 9. travnja 1969.   | Record Plant studio, New York City, New York | gitara i vokali       | [ 7 ] [ 8 ] [ 9 ] |
| 1   | "Stone Free"                      | 14. travanja 1969. | Record Plant studio, New York City, New York | gitara i vokali       | [ 7 ] [ 8 ]       |
| 1   | "Stone Free"                      | 17. svibnja 1969.  | Record Plant studio, New York City, New York | dodatno snimanje      | —                 |
| 2   | "Valleys of Neptune"              | 23. rujna 1969.    | Record Plant studio, New York City, New York | snimanje masteringa   | [ 10 ]            |
| 2   | "Valleys of Neptune"              | 15. svibnja 1970.  | Record Plant studio, New York City, New York | dodatno snimanje      | [ 11 ] [ 12 ]     |
| 3   | "Bleeding Heart"                  | 24. travnja 1969.  | Record Plant studio, New York City, New York | sve snimljeno         | [ 13 ] [ 14 ]     |
| 4   | "Hear My Train a Comin'"          | 7. travnja 1969.   | Record Plant studio, New York City, New York | sve snimljeno         | [ 7 ] [ 8 ]       |
| 5   | "Mr. Bad Luck"                    | 5. svibnja 1967.   | Olympic studio, London, Engleska             | sve originalne snimke | —                 |
| 5   | "Mr. Bad Luck"                    | 5. lipnja 1987.    | Air studio, London, Engleska                 | bas i bubnjevi        | —                 |
| 6   | "Sunshine of Your Love"           | 16. veljače 1969.  | Olympic studio, London, Engleska             | sve snimljeno         | [ 15 ] [ 16 ]     |
| 7   | "Lover Man"                       | 16. veljače 1969.  | Olympic studio, London, Engleska             | sve snimljeno         | [ 15 ] [ 16 ]     |
| 8   | "Ships Passing Through the Night" | 14. travnja 1969.  | Record Plant studio, New York City, New York | sve snimljeno         | [ 7 ] [ 17 ]      |
| 9   | "Fire"                            | 17. veljače 1969.  | Olympic studio, London, Engleska             | sve snimljeno         | [ 18 ] [ 19 ]     |
| 10  | "Red House"                       | 17. veljače 1969.  | Olympic studio, London, Engleska             | sve snimljeno         | [ 18 ] [ 19 ]     |
| 11  | "Lullaby for the Summer"          | 7. travnja 1969.   | Record Plant studio, New York City, New York | sve snimljeno         | [ 7 ] [ 8 ]       |
| 12  | "Crying Blue Rain"                | 16. veljače 1969.  | Olympic studio, London, Engleska             | sve snimljeno         | [ 15 ] [ 16 ]     |
| 12  | "Crying Blue Rain"                | 5. lipnja 1987.    | Air studio, London, Engleska                 | bas i bubnjevi        | —                 |

Bonus pjesme
| Br. | pjesma         | Datum             | Studio                                   | Detalji       | Izvori |
| --- | -------------- | ----------------- | ---------------------------------------- | ------------- | ------ |
| 13  | "Slow Version" | 14. veljače 1969. | Olympic studio, London, Engleska         | sve snimljeno | —      |
| 14  | "Trash Man"    | 3. travnja 1969.  | Olmstead studio, New York City, New York | sve snimljeno | —      |

## Izvođači
| Originalni glazbenici - Jimi Hendrix – vokal, električna gitara, producent na svim skladbama osim "Mr. Bad Luck" - Mitch Mitchell – bubnjevi na svim skladbama osim "Bleeding Heart" - Noel Redding – bas-gitara na svim skladbama osim na 1, 2 i 3, prateći vokal u skladbi 9 - Billy Cox – bas-gitara u skladbama 1, 2 i 3 Ostali glazbenici - Rocki Dzidzornu – udaraljke u skladbama 6 i 12 - Roger Chapman – prateći vokla u skladbi 1 - Andy Fairweather Low – prateći vokal u skladbi 1 - Juma Sultan – udaraljke u skladbi 2 - Rocky Isaac – bubnjevi u skladbi 3 - Chris Grimes – tamburin u skladbi 3 - Al Marks – maracas u skladbi 3 | Originalni producenti - Eddie Kramer – postumna produkcija, miks, tehničar u skladbama 1, 2, 5 i 14 - Chas Chandler – producent u skladbi 5 - George Chkiantz – tehničar u skladbama 6, 7, 9, 10, 12 i 13 - Gary Kellgren – tehničar u skladbama 1, 3 i 8 - Jack Adams – tehničar u sklabi 2 Postumni producenti - Janie Hendrix – producent - John McDermott – producent, esej - Chandler Harrod – tehnički asistent - Rick Kwan – dodatni tehničar - Derik Lee – dodatni tehničar - Charlie Stavish – dodatni tehničar - Aaron Walk – dodatni tehničar - George Marino – mastering | Grafički dizajn - Phil Yarnall – grafički dizajn - Linda McCartney – fotografija prednje strane omota - James Davenport – fotografija zadnje strane omota, fotografija knjižice s detaljima - Jerry Schatzberg – fotografija knjižice s detaljima - Jonathan Stathakis – fotografija knjižice s detaljima - Graham F. Page – fotografija knjižice s detaljima - John Sullivan – fotografija knjižice s detaljima - Ulvis Alberts – fotografija knjižice s detaljima - Willis Hogan Jr. – fotografija knjižice s detaljima - Peter Riches – fotografija knjižice s detaljima |

## Detalji o objavljivanju albuma
| Regija                 | Datum            | Izdavač                  | Format             | Katalog      | Izvor         |
| ---------------------- | ---------------- | ------------------------ | ------------------ | ------------ | ------------- |
| Benelux                | 5. ožujka 2010.  | Sony Music Entertainment | CD                 | 886976405625 | [ 20 ]        |
| Njemačka               | 5. ožujka 2010.  | Sony Music Entertainment | CD                 | 886976405625 | [ 21 ]        |
| Ujedinjeno Kraljevstvo | 8. ožujka 2010.  | Sony Music               | CD                 | 88697640562  | [ 22 ]        |
| Francuska              | 8. ožujka 2010.  | Strategic Marketing      | CD                 | —            | [ 23 ]        |
| Sjedinjene Države      | 9. ožujka 2010.  | Legacy Recordings        | CD                 | 8869764056   | [ 24 ]        |
| Sjedinjene Države      | 9. ožujka 2010.  | Legacy Recordings        | dvostruki LP album | 88697640591  | [ 25 ] [ 26 ] |
| Japan                  | 10. ožujka 2010. | Sony Music               | CD                 | SICP2662     | [ 27 ]        |

### Top ljestvice
| Ljestvica         | Pozicija |
| ----------------- | -------- |
| Billboard 200     | #4       |
| Sjedinjene Države | #2       |
| Australija        | #8       |
| Švedska           | #7       |
| Poljska           | #23      |
| Mađarska          | #11      |

## Vanjske poveznice
- Discogs.com - Recenzija albuma